# Пам'ятки історії Гайсинського району
…У Гайсинському районі Вінницької області на обліку перебуває   71 пам'ятка історії.
| 1.  | 204    | Братська могила борців за встановлення радянської влади                                                                           | м. Гайсин, Гайсинська м/р, центр міста                                                    | 1917—1920 рр.                             | 1923 р.                          | ск. Дубчак А. І.                        | граніт                                               | об. 0,3х1,2х1,2 м, пост. 0,3х1,2х1,2 м                                         | № 313 10.06.1971 р.                     |                   |                                                              |                                           |         |         |                 |           |           |                    |
| 2.  | 232    | Могила полковника А. А. Гулюка, загиблого при виконанні службових обов’язків                                                      | м. Гайсин, Гайсинська м/р, вул. Жовтнева                                                  | 1902—1939 рр.                             | 1939 р.                          | місцеві майстри                         | об. граніт                                           | об 2,4 м                                                                       | № 313 10.06.1971 р.                     |                   |                                                              |                                           |         |         |                 |           |           |                    |
| 3.  | 89     | Пам’ятник борцям за встановлення Радянської влади                                                                                 | м. Гайсин, Гайсинська м/р, сквер Преси                                                    | 1918—1920 рр.                             | 1969 р.                          | ск. Охрименко А.                        | об. граніт, граніт                                   | об. 13 м, п. 3х2,4х2,4 м                                                       | № 291 9.06.1977 р.                      |                   |                                                              |                                           |         |         |                 |           |           |                    |
| 4.  | 209    | Братська могила 350 радянських воїнів, загиблих при обороні та визволенні села                                                    | м. Гайсин, Гайсинська м/р, міський парк ім. Б. Хмельницького                              | 1941—1944 рр.                             | 1955 р.                          | Київський худ. фонд                     | ск. з/б, п. бетон                                    | ск. 3,4 м, п. 4х4,20х2,80 м                                                    | № 313 10.06.1971 р.                     |                   |                                                              |                                           |         |         |                 |           |           |                    |
| 5.  | 80     | Братська могила радянських партизан і підпільників                                                                                | м. Гайсин, Гайсинська м/р, парк ім. Б. Хмельницького                                      | 1943 р.                                   | 1959 р.                          | Київський худ. фонд                     | ск. з/б, п. бетон                                    | ск. 2 м, пост. 2,3х2х2 м                                                       | № 291 9.06.1977 р.                      |                   |                                                              |                                           |         |         |                 |           |           |                    |
| 6.  | 79     | Братські могили розстріляних фашистами партизан, підпільників і мирних громадян                                                   | м. Гайсин, Гайсинська м/р, урочище «Белендійка»                                           | 1941—1945 рр.                             | 1955 р.                          | місцеві майстри                         | об. граніт                                           | об. 2,85х0,80х0,80 м                                                           | № 291 9.06.1977 р.                      |                   |                                                              |                                           |         |         |                 |           |           |                    |
| 7.  | 243    | Будинок, де жив Г. Т. Танцюра, викладач української мови, збирач народних пісень                                                  | м. Гайсин, Гайсинська м/р, вул. Гагаріна, 3                                               | 1901—1962 рр.                             | кін. XIX ст., мем. дошка 1964 р. | місцеві майстри                         | будинок глинобитний, цегла                           | пл. 21х16 м, мем. дошка 0,16х0,58 м                                            | № 313 10.06.1971 р.                     |                   |                                                              |                                           |         |         |                 |           |           |                    |
| 8.  | 242    | Будинок, в якому знаходився штаб Г.І. Котовського                                                                                 | м. Гайсин, Гайсинська м/р, вул. Б. Хмельницького, 16                                      | 1920, мем. дошка1967 р.                   | XIX ст.                          | невідомі                                | цегла                                                | пл. 432м2                                                                      | № 313 10.06.1971 р.                     |                   |                                                              |                                           |         |         |                 |           |           |                    |
| 9.  | 51     | Пам’ятник воїнам-односельчанам, загиблим на фронтах ВВВ                                                                           | м. Гайсин, Гайсинська м/р, вул. Першотравнева                                             | 1941—1945 рр.                             | 1980 р.                          | Київський худ. фонд                     | з/бетон                                              | ск. 2,5 м, п. 3,0 м                                                            | № 75 20.02.1985 р.                      |                   |                                                              |                                           |         |         |                 |           |           |                    |
| 10. | 207    | Братська могила 10 радянських воїнів, загиблим при обороні та звільненні села                                                     | с. Адамівка, Гунчанська с/р, біля Будинку культури                                        | 1941-1944 рр.                             | 1957 р.                          | Київський худ. фонд                     | залізо –бетон                                        | ск. 2,7 м, п.1,5х2,0х2,0 м                                                     | № 313 10.06.1971 р.                     |                   |                                                              |                                           |         |         |                 |           |           |                    |
| 11. | 208    | Пам’ятник 23 воїнам-односельчанам, загиблим на фронтах ВВВ                                                                        | с. Басаличівка, Ярмолинецька с/р, біля Будинку культури.                                  | 1941-1945 рр.                             | 1967 р.                          | Київський худ. фонд                     | з/бетонплити із граніту                              | ск. 2,45 м, п.0,95х0,55х2,18 м,пл.1,2х0,6 м                                    | № 313 10.06.1971 р.                     |                   |                                                              |                                           |         |         |                 |           |           |                    |
| 12. | 22     | Пам’ятник 136 воїнам – односельчанам, загиблим на фронтах ВВВ                                                                     | с. Бондурі, Бондурівська с/р, в центрі села                                               | 1941-45 рр.                               | 1984 р.                          | Київський худ. фонд                     | з/бетон                                              | ск. 2,5 м,п.1,7 м                                                              | №22822.05.1986 від 13.                  | 285               | Могила лейтенанта Чорноуса В. А., загиблого при обороні села | с. Бубнівка, Бубнівська с/р, на кладовищі | 1941 р. | 1980 р. | місцеві майстри | об. бетон | об. 1,8 м | № 96 18.02.1983 р. |
| 14. | 511    | Пам’ятник 168 воїнам-односельчанам, загиблим на фронтах ВВВ                                                                       | с. Бубнівка, Бубнівська с/р, в центрі села                                                | 1941-45 рр.                               | 1982 р.                          | Київський худ. фонд                     | об. граніт                                           | об. 11 м                                                                       | № 96 18.02.1983 р.                      |                   |                                                              |                                           |         |         |                 |           |           |                    |
| 15. | 205    | Братська могила борців за радянську владу, поховані голова ревкому Бобровський С. М., Гнилозуб, Ляховський В. А., Опанасенко І.Г. | с. Гранів, Гранівська с/р, біля с/р                                                       | 1919-20 рр.                               | 1924 р.                          | місцеві майстри                         | цегла, бетон                                         | 0,7х0,7х3,0 м                                                                  | № 313 10.06.1971 р.                     |                   |                                                              |                                           |         |         |                 |           |           |                    |
| 16. | 85     | Могила заступника голови с/р І.К. Міщенко.                                                                                        | с. Гранів, Гранівська с/р, біля с/р                                                       | 1932 р.                                   | 1935 р.                          | місцеві майстри                         | об. бетон, п. цегла                                  | об. 2,2 м, п2х0,8х0,8 м                                                        | №291 9.06.1977 р.                       |                   |                                                              |                                           |         |         |                 |           |           |                    |
| 17. | 210    | Братська могила 84 радянських воїнів, загиблих при звільненні села                                                                | с. Гранів, Гранівська с/р, біля с/р                                                       | 1944р.                                    | 1955 р.                          | Київський худ. фонд                     | з/бетонцегла, плита із мармуру                       | ск. 2,1 м, п.0,8х2,5х2,5 м, мем. плита 1х0,50 м                                | №31310.06.1971 р.                       |                   |                                                              |                                           |         |         |                 |           |           |                    |
| 18. | 211    | Братська могила 4 радянських воїнів, загиблим при обороні і звільненні села                                                       | с. Грузьке, Грузька с/р, біля Будинку культури                                            | 1941-45 рр.                               | 1952 р.                          | Київський худ. фонд                     | бетон                                                | мог.1х2,0 м, ск.2,2м, п1,15х1,85х2,12 м                                        | №31310.06.1971 р.                       |                   |                                                              |                                           |         |         |                 |           |           |                    |
| 19. | 235    | Пам’ятник 20 воїнам-односельчанам, загиблим у I Світовій війні                                                                    | с. Грузьке, Грузька с/р, біля церкви                                                      | 1914 р.                                   | 1915 р.                          | місцеві майстри                         | сірий граніт                                         | в. 3 м, об. 0,8х0,8 м                                                          | № 313 10.06.1971 р.                     |                   |                                                              |                                           |         |         |                 |           |           |                    |
| 20. | 212236 | Братська могила 88 загиблим воїнів і пам’ятник 199 воїнам – односельчанам, загиблим на фронтах ВВВ                                | с. Губник, Губницька с/р, біля с/р.                                                       | 1941,44 рр.1941-45 рр.                    | 1959 р.1967р.                    | Київський худ. фонд                     | з/бетон, плити із граніту                            | ск. 2,0 мп.2,0х1,15х1,15 мпл.0,21х 0,57х1,6,0,22х0,7х1,22 м                    | №31310.06.1971 р.                       |                   |                                                              |                                           |         |         |                 |           |           |                    |
| 21. | 81     | Братська могила 39 радянських воїнів, загиблим при обороні і звільненні села                                                      | с. Жерденівка, Жерденівська с/р, центр села                                               | 1941р.,1944 р.                            | 1959 р.                          | Одеський худ. фонд                      | залізо –бетон                                        | ск. 2,5 м, п.1,7х1,8х1,8 м                                                     | №291 9.06.1977 р.                       |                   |                                                              |                                           |         |         |                 |           |           |                    |
| 22. | 237    | Пам’ятник 83 воїнам – односельчанам, загиблим на фронтах ВВВ                                                                      | с. Жерденівка, Жерденівська, с/р на кладовищі                                             | 1941-45 рр.                               | 1967 р.                          | місцеві майстри                         | бетон, цегла                                         | об.0,6х1,7х1,8 мц.0,3х0,2х2,10 м                                               | №313 10.06.1971 р.                      |                   |                                                              |                                           |         |         |                 |           |           |                    |
| 23. | 213    | Братська могила 25 радянських воїнів, загиблим при обороні та звільненні села                                                     | с. Зятківці, Зятковецька с/р, біля лікарні                                                | 1941,1944 рр.                             | 1955 р.                          | Одеський худ. фонд                      | залізо –бетон                                        | ск. 2,0 м,п.2,5х2,5х2,5 м                                                      | №313 10.06.1971 р.                      |                   |                                                              |                                           |         |         |                 |           |           |                    |
| 24. | 90     | Пам’ятник 239 воїнам-односельчанам, загиблим на фронтах ВВВ                                                                       | с. Зятківці, Зятковецька с/р, біля Будинку культури                                       | 1941-45 рр.                               | 1971 р.                          | місцеві майстри                         | граніт                                               | об.2,0х3,0х3,0 м                                                               | № 291 9.06.1977 р.                      |                   |                                                              |                                           |         |         |                 |           |           |                    |
| 25. | 86     | Могила збирачки усної народної творчості, виконавиці народних пісень Я.М. Сівак                                                   | с. Зятківці, Зятковецька с/р, на кладовищі                                                | 1855-1935 рр.                             | 1975 р.                          | місцеві майстри                         | граніт                                               | мем. плита 2,0х1,0 м                                                           | № 291 9.06.1977 р.                      |                   |                                                              |                                           |         |         |                 |           |           |                    |
| 26. | 214    | Братська могила 47 воїнів, загиблим при обороні і звільненні села і пам’ятник 162 воїнам – односельчанам, загиблим на фронтах ВВВ | с. Кіблич, Кіблицька с/р, біля Будинку культури                                           | 1941,1944 р.1941-45 рр.                   | 1957 р.                          | Київський худ. фонд                     | ск. з/б,мем. плита граніт                            | ск. 2,5 м, п.1,8х1,7х1,7м,пл.1,25х0,68 м                                       | № 313 10.06.1971р.                      |                   |                                                              |                                           |         |         |                 |           |           |                    |
| 27. | 215    | Братська могила 12 радянських воїнів, загиблим при обороні та звільненні села                                                     | с. Кисляк, Карбівська с/р, біля школи                                                     | 1941 р.,1944 р.                           | 1954 р.                          | Київський худ. фонд                     | ск. гіпс, пост. бетон                                | ск. 2,0 м, п.1,8х2,0х 2,0 м                                                    | №313 10.06.1971 р.                      |                   |                                                              |                                           |         |         |                 |           |           |                    |
| 28. | 229    | Могила політрука роти П. Жанова                                                                                                   | с. Кисляк, Карбівська с/р, двір школи                                                     | 1921 р.                                   | 1921 р.                          | місцеві майстри                         | цегла                                                | об.2,3х1,0х1,0 м                                                               | №313 10.06.1971 р.                      |                   |                                                              |                                           |         |         |                 |           |           |                    |
| 29. | 216    | Братська могила 5 радянських воїнів, загиблих при звільненні села і пам’ятник 76 воїнам – односельчанам, загиблим на фронтах ВВВ  | с. Косаново, Носовецька с/р, біля кладовища                                               | 1944 р.,1941-45 рр.                       | 1970 р.                          | місцеві майстри                         | об. гранітпост. з/бетон                              | об.5,0х0,85х0,85 м, пл.0,6х0,4 мп.1,0х1,5х 1,5 м                               | №313 10.06.1971 р.                      |                   |                                                              |                                           |         |         |                 |           |           |                    |
| 30. | 217    | Братська могила 334 радянських воїнів, загиблих при обороні та визволенні села                                                    | с. Краснопілка, Краснопісльська с/р, біля контори КСП                                     | 1941 р., 1944 р.                          | 1957 р.                          | місцеві майстри                         | ск. бетон, пост. граніт                              | ск. 2,5 м, п. 1,2х1,8х1,8 м                                                    | №313 10.06.1971 р.                      |                   |                                                              |                                           |         |         |                 |           |           |                    |
| 31. | 238    | Пам’ятник 174 воїнам – односельчанам, загиблим на фронтах ВВВ                                                                     | с. Краснопілка, Краснопісльська с/р, біля контори КСП                                     | 1941-45 рр.                               | 1967 р.                          | місцеві майстри                         | граніт                                               | об. 0,8 м, п.2,3х3,0х3,0 м                                                     | №313 10.06.1971 р.                      |                   |                                                              |                                           |         |         |                 |           |           |                    |
| 32. | 51     | Пам’ятник 77 воїнам – односельчанам, загиблим на фронтах ВВВ                                                                      | с. Крутогорб, Кунянська с/р, в центрі села                                                | 1941-45 рр.                               | 1983 р.                          | місцеві майстри                         | бетон                                                | об. 4 м,п.1,9 м                                                                | №7520.02.1985 р.                        |                   |                                                              |                                           |         |         |                 |           |           |                    |
| 33. | 29     | Могила українського письменника О. Розумієнка                                                                                     | с. Крутогорб, Кунянська с/р, кладовище                                                    | 1905-70 рр.                               | 1993 р.                          | місцеві майстри                         | метал                                                | 1,5 м                                                                          | №18324.05.2000 р.                       |                   |                                                              |                                           |         |         |                 |           |           |                    |
| 34. | 230    | Могила першого комсомольця села Ф.С. Терещука.                                                                                    | с. Кузьминці, Кузьминецька с/р, біля школи                                                | 1904-22 рр.                               | 1957 р.                          | місцеві майстри                         | об. цегла,п. цегла                                   | об. 3,7 м                                                                      | №31310.06.1971 р.                       |                   |                                                              |                                           |         |         |                 |           |           |                    |
| 35. | 218    | Братська могила 12 радянських воїнів, загиблим при обороні села                                                                   | с. Кузьминці, Кузьминецька с/р, біля школи .                                              | 1941 р.                                   | 1959 р.                          | Київський худ. фонд                     | ск. з/бетон, пост. цегла                             | ск. 2,2 м,мог.4,4х1,50х0,8 мп.1,18х2,4х2,4 мпл.0,44х0,33 м                     | №313 10.06.1971 р.                      |                   |                                                              |                                           |         |         |                 |           |           |                    |
| 36. | 512    | Пам’ятник 280 воїнам-односельчанам, загиблим на фронтах ВВВ                                                                       | с. Кузьминці, Кузьминецька с/р,біля Будинку культури.                                     | 1941-45 рр.                               | 1980 р.                          | Київський худ. фонд                     | ск. з/бетон, п. цегла                                | 1,0х0,80 мп. 1,20х1,60х1,60м,ск. 1) 3 м 2) 2,5 м                               | № 96 18.02.1983 р.                      |                   |                                                              |                                           |         |         |                 |           |           |                    |
| 37. | 9      | Пам’ятник жертвам Польської експедиції                                                                                            | с. Кузьминці, Кузьминецька с/р.                                                           | 1654 р.                                   | XVII ст.                         | місцеві майстри                         | граніт                                               | вис. 2 м                                                                       | №14816.07.1992 р.                       |                   |                                                              |                                           |         |         |                 |           |           |                    |
| 38. | 219    | Братська могила 2 радянських воїнів, загиблим при обороні села                                                                    | с. Куна, на кладовищі                                                                     | 1941 р.                                   | 1946 р.                          | місцеві майстри                         | об. цегла                                            | мог. 2,0х2,5 м, об. 2,35 м                                                     | №313 10.06.1971 р.                      |                   |                                                              |                                           |         |         |                 |           |           |                    |
| 39. | 88     | Могила радянського воїна, загиблого при обороні села і пам’ятник 203 воїнам – односельчанам, загиблим на фронтах ВВВ              | с. Куна, Кунянська с/р, біля Будинку культури                                             | 1941р., 1941-45 рр.                       | 1975 р.                          | ск. В. Петров, А. Ціркун,м. Одеса       | ск. мармурова крошка, стіна і пост. бетон            | мог. 2,0х1,0 м,ск. 4,5 м,п.2,3х0,76х1,56 м,стіна 11,0х3,5х0,8 м                | № 291 9.06. 1977 р.                     |                   |                                                              |                                           |         |         |                 |           |           |                    |
| 40. | 220    | Братська могила 15 радянських, загиблим при обороні і звільненні села                                                             | с. Кунка, Кунківська с/р, на кладовищі                                                    | 1941-44 рр.                               | 1957 р.                          | Київський худ. фонд                     | ск. з/б,пост. цегла                                  | ск. 2,25 м, п.1,7х1,3х1,3 м                                                    | №313 10.06.1971 р.                      |                   |                                                              |                                           |         |         |                 |           |           |                    |
| 41. | 23     | Пам’ятник 109 воїнам – односельчанам, загиблим на фронтах ВВВ                                                                     | с. Кунка, Кунківська с/р, в центрі села.                                                  | 1941-45 рр.                               | 1985 р.                          | ск. Борщ                                | гіпс, мармур                                         | ск. 3,4 м                                                                      | №7520.02.1985 р.                        |                   |                                                              |                                           |         |         |                 |           |           |                    |
| 42. | 510    | Пам’ятник 183 воїнам - односельчанам , загиблим на фронтах ВВВ                                                                    | с. Кущинці, Кущинецька с/р, біля клубу.                                                   | 1941-45 рр.                               | 1982 р.                          | ск. Борщ                                | бетон, плити мармур                                  | ск. з/б, плити бетон                                                           | № 96 18.02.1983 р.                      |                   |                                                              |                                           |         |         |                 |           |           |                    |
| 43. | 221    | Братська могила 12 радянських воїнів, загиблих при визволенні села                                                                | с. Ладижинські Хутора, Ладижинсько-Хутірська с/р, біля дит. садка                         | 1944 р.                                   | 1958 р.                          | арх. Бородін, ск. Коцюбинський, м. Київ | п. граніт, ск. з/бетон                               | ск. 2,5 м, п. 1,9х1,9х2,5 м                                                    | № 313 10.06.1971 р.                     |                   |                                                              |                                           |         |         |                 |           |           |                    |
| 44. | 206    | Братська могила 3 червоноармійців                                                                                                 | с. Мар’янівка, Кунянська с/р, біля Будинку культури                                       | 1920 р.                                   | 1924 р.                          | місцеві майстри                         | цегла                                                | об. 4,0х1,2х1,2 м                                                              | №313 10.06.1971 р.                      |                   |                                                              |                                           |         |         |                 |           |           |                    |
| 45. | 222    | Братська могила 28 радянських воїнів, загиблим при обороні села                                                                   | с. Мар’янівка, Кунянська с/р, біля школи.                                                 | 1941 р.                                   | 1948 р.                          | Київський худ. фонд                     | ск. з/бетон, п.цегла                                 | ск. 2 м, п.2,0х1,6х1,6 м                                                       | № 31310.06.1971 р.                      |                   |                                                              |                                           |         |         |                 |           |           |                    |
| 46. | 5      | Пам’ятник 87 воїнам – односельчанам, загиблим на фронтах ВВВ                                                                      | с. Мелешків, Кіблицька с/р.                                                               | 1941-45 рр.                               | 1988 р.                          | місцеві майстри                         | з/бетон                                              | 3 м                                                                            | №8203.04.1990 р.                        |                   |                                                              |                                           |         |         |                 |           |           |                    |
| 47. | 286    | Могила радянського воїна Аглоткова Н.І., загиблого при звільненні села                                                            | с. Мітлинці, Мітлинецька с/р, на кладовищі                                                | 1944 р                                    | 1947 р.                          | місцеві майстри                         | цегла                                                | мог. 1х2м,об. 3 м                                                              | № 96 18.02.1983 р.                      |                   |                                                              |                                           |         |         |                 |           |           |                    |
| 48. | 239    | Пам’ятник 72 воїнам – односельчанам, загиблим на фронтах ВВВ                                                                      | с. Мітлинці, Мітлинецька с/р, біля Будинку культури                                       | 1941-45 рр.                               | 1967 р.                          | Київський худ. фонд                     | бюст з/б,пост.цегла стіна бетон                      | в. бюста 1,25 м,п.2,1х1,0х0,7 м                                                | № 31310.06.1971 р.                      |                   |                                                              |                                           |         |         |                 |           |           |                    |
| 49. | 288    | Пам’ятник в честь спаленого села                                                                                                  | с. Мітлинці, Мітлинецька с/р, центр села                                                  | 1944р                                     | 1976 р.                          | місцеві майстри                         | граніт                                               | в. 1,6 м                                                                       | № 96 18.02.1983 р.                      |                   |                                                              |                                           |         |         |                 |           |           |                    |
| 50. | 224    | Братська могила 89 радянських воїнів, загиблим при обороні і звільненні села                                                      | с. Михайлівка, Михайлівська с/р, біля с/р                                                 | 1941р.,1944 р.                            | 1954 р.                          | Київський худ. фонд                     | ск.бетон, п.цегла                                    | ск. 2,4 м,п.1,5х1,2х1,2 м                                                      | №31310.07.1971р.                        |                   |                                                              |                                           |         |         |                 |           |           |                    |
| 51. | 233    | Могила партизана – розвідника В. Чорнобая, загиблого при звільненні села                                                          | с. Михайлівка, Михайлівська с/р, на кладовищі                                             | 1943р.                                    | 1969 р.                          | місцеві майстри                         | мем. пл. із мармурової крошки                        | мем. пл. 1,4х0,5 м400х100 м                                                    | № 31310.06.1971 р.                      |                   |                                                              |                                           |         |         |                 |           |           |                    |
| 52. | 223    | Братська могила 14 радянських воїнів і пам’ятник 104 воїнам-односельчанам, загиблим на фронтах ВВВ                                | с. Митків, Митківська с/р, біля будинку культури                                          | 1941-44 рр.,1941-45 рр.                   | 1967 р.                          | ск. Бородін,м. Київ                     | ск. з/б, п.цегла                                     | ск. 2,6 м, п.1,7х1,1м                                                          | №31310.06.1971 р.                       |                   |                                                              |                                           |         |         |                 |           |           |                    |
| 53. | 82     | Братська могила 11 радянських воїнів, загиблих при обороні села                                                                   | с. Нараївка, Нараївська с/р, на кладовищі                                                 | 1941р.                                    | 1959 р.                          | місцеві майстри                         | об. бетон, пост.граніт                               | мог. 9,0х3,6 м,об.2,8х0,6х0,6 мп.1,2х0,8х0,8 м                                 | № 291 9.06.1977р                        |                   |                                                              |                                           |         |         |                 |           |           |                    |
| 54. | 225    | Братська могила 5 радянських воїнів, загиблих при визволенні села                                                                 | с. Нараївка, Нараївська с/р, біля будинку культури                                        | 1944 р.                                   | 1962 р.                          | Київський худ. фонд                     | ск. з/бетон, пост. цегла                             | ск. 3,0 м, п. 1,7х0,8х0,8 м                                                    | № 313 10.06.1971 р.                     |                   |                                                              |                                           |         |         |                 |           |           |                    |
| 55. | 5      | Будинок, в якому жив відомий український гончар Я.А. Герасименко                                                                  | с. Новоселівка, Бубнівстка с/р, вул. Семенова, 21                                         | 1939 р.                                   | 1994 р.                          | місцеві майстри                         | дерево                                               | 5х8 м                                                                          | №6605.10.1995р.                         |                   |                                                              |                                           |         |         |                 |           |           |                    |
| 56. | 91     | Пам’ятник 104 воїнам-односельчанам, загиблим на фронтах ВВВ                                                                       | с. Носівці, Носовецька, біля контори КСП                                                  | 1941-45 рр.                               | 1973 р.                          | Київський худ. фонд                     | об. залізо бетон, бронза                             | об. 12,9 м, плити 1,0х0,6 м, п. 0,3х6,0х6,0 м                                  | № 291 9.06.1977 р.                      |                   |                                                              |                                           |         |         |                 |           |           |                    |
| 57. | 83     | Братська могила 32 радянських воїнів, загиблих при обороні села, і могила партизана П. Я. Жука, загиблого при обороні села        | с. Рахнівка, Чечелівська с/р, біля медпункту                                              | 1941р., 1943 р.                           | 1957 р., 1975 р.                 | Київський худ. фонд                     | ск. з/бетон, пост. цегла                             | мог. 2,0х2,0 м, ск. 1,5 м, п. 1,5х2,0х2,0 м                                    | № 291 9.06.1977 р.                      |                   |                                                              |                                           |         |         |                 |           |           |                    |
| 58. | 287    | Братська могила 2 радянських воїнів                                                                                               | с. Семирічка, Семиріцька с/р, на кладовищі                                                | 1941, 1944 рр.                            | 1980 р.                          | місцеві майстри                         | об. метал.,п.цегла                                   | об. 1,5 м, мог. 2,0х1,0х2,5 м                                                  | №9618.02.1983 р.                        |                   |                                                              |                                           |         |         |                 |           |           |                    |
| 59. | 226234 | Братська могила 6 радянських воїнів, могила Героя Радянського Союзу І. М. Жмурка                                                  | с. Степашки, Степашківська с/р, біля с/р с. Степашки, Степашківська с/р, біля контори КСП | 1941, 1944 рр., 1914—1955 рр.             | 1959 р., 1961 р.                 | Київський худ. фонд, місцеві майстри    | ск. з/бетон, плита бетон, бюст з/бетон, пост. граніт | 2,5х2,5х0,5 м, ск. 2,7 м, п. 1,0х1,4х1,4 м в. бюста 0,43 м, п. 2,10х1,34х1,3 м | № 313 10.06.1971 р. № 313 10.06.1971 р. |                   |                                                              |                                           |         |         |                 |           |           |                    |
| 60. | 84     | Братська могила жертв фашизму | с. Тарасівка, Чечелівська с/р, біля траси Гайсин — Гранів                                 | 1943 р.                                   | 1946 р.                          | місцеві майстри                         | об. метал., пост.цегла                               | мог. 18,0х4,0 м, об. 3,0х1,0х1,0 м, п. 0,4х1,5х1,3 м                           | № 291 9.06.1977 р.                      |                   |                                                              |                                           |         |         |                 |           |           |                    |
| 61. | 8      | Пам’ятник 31 воїнові-односельцю, що полягли на фронтах ВВВ                                                                        | с. Тарасівка, Чечелівська с/р, по дорозі на с. Михайлівка                                 | 1941—1945 рр.                             | 1991 р.                          | ск. І. В. Українчук                     | граніт                                               | об. 3 м                                                                        | № 501 20.12.1993 р.                     |                   |                                                              |                                           |         |         |                 |           |           |                    |
| 62. | 87     | Могила розвідника Бондаренко В.Ю., загиблого при обороні села                                                                     | с. Тимар, Жерденівська с/р, біля пошти                                                    | 1941 р.                                   | 1967 р.                          | місцеві майстри                         | об. бетон                                            | мог. 2,0х1,0х0,4 м, об..5х1,2х1,2м                                             | № 291 9.06.1977 р.                      |                   |                                                              |                                           |         |         |                 |           |           |                    |
| 63. | 289    | Пам’ятник 71 воїнам – односельчанам, загиблим на фронтах ВВВ                                                                      | с. Тишківка, Митківська с/р, центр села                                                   | 1941-45 рр.                               | 1978 р.                          | Київський худ. фонд                     | ск. бетон, плита бетон                               | об. 3 м, ск.1,4 м, стела 5х1,4 м                                               | №9618.02.1983 р.                        |                   |                                                              |                                           |         |         |                 |           |           |                    |
| 64. | 227    | Братська могила 7 радянських воїнів, загиблим при обороні села                                                                    | с. Харпачка, Харпачівська с/р, біля школи                                                 | 1941 р.                                   | 1959 р.                          | Київський худ. фонд                     | ск. з/бетон, пост.бетон                              | ск. 2 м, п.1,5х1,5х1,5 м                                                       | №31310.06.1971 р.                       |                   |                                                              |                                           |         |         |                 |           |           |                    |
| 65. | 240    | Пам’ятник 47 воїнам – односельчанам, загиблим на фронтах ВВВ                                                                      |                                                                                           | с. Харпачка, Харпачівська с/р, біля школи | 1941-45 рр.                      | 1967 р.                                 | місцеві майстри                                      | бетон                                                                          | об. 5,0х1х1 м                           | №31310.06.1971 р. |                                                              |                                           |         |         |                 |           |           |                    |
| 66. | 10     | Пам’ятник жертвам Польської експедиції                                                                                            | с. Харпачка                                                                               | 1654 р.                                   | XVII ст.                         | місцеві майстри                         | граніт                                               | 2 м                                                                            | №14816.07.1992 р.                       |                   |                                                              |                                           |         |         |                 |           |           |                    |
| 67. | 228    | Братська могила 49 радянських воїнів, загиблих при звільненні села                                                                | с. Чечелівка, Чечелівська с/р, біля Будинку культури                                      | 1944 р.                                   | 1957 р.                          | Київський худ. фонд                     | ск. з/б, пост. граніт, плита метал                   | ск. 2,2 м, п.1,5х1,5х1,3 м, плита 0,75х0,5                                     | №31310.06.1971 р.                       |                   |                                                              |                                           |         |         |                 |           |           |                    |
| 68. | 11     | Пам’ятник воїнам – односельчанам, загиблим на фронтах ВВВ                                                                         | с. Шура-Мітлинецька, Мітлинецька с/р.                                                     | 1941-45 рр.                               | 1991р.                           | Вінницький худ. фонд                    | з/бетон                                              | 3 м                                                                            | №14816.07.1992 р.                       |                   |                                                              |                                           |         |         |                 |           |           |                    |
| 69. | 513    | Могила 3 активістів, розстріляних в 1922 р.                                                                                       | с. Щурівці, Кузьминецька с/р                                                              | 1922 р.                                   | 1981р.                           | місцеві майстри                         | об. граніт                                           | 2,0х1,0 м                                                                      | №9618.02.1983 р.                        |                   |                                                              |                                           |         |         |                 |           |           |                    |
| 70. | 231    | Могила активіста села І.Д. Олейника.                                                                                              | с. Щурівці, Кузьминецька с/р                                                              | 1931 р.                                   | 1936 р.                          | місцеві майстри                         | об. граніт                                           | п.0,30х0,60х0,50 м, об. 0,40х0,50х1м                                           | №31310.06.1971 р.                       |                   |                                                              |                                           |         |         |                 |           |           |                    |
| 71. | 241    | Братська могила 49 радянських воїнів і пам’ятник 90 воїнам – односельчанам, загиблим на фронтах ВВВ                               | с. Ярмолинці, Ярмолинецька с/р, біля школи                                                | 1941-44 рр.,1941-45 рр.                   | 1969 р.                          | Київський худ. фонд                     | ск. з/б пост.цегламем. плити бетон                   | ск. 2,5 м,п.1,5х2,6х2,6 м плита 1,0х0,76 м                                     | №31310.06.1971 р                        |                   |                                                              |                                           |         |         |                 |           |           |                    |
|     |        | |                                                                                           |                                           |                                  |                                         |                                                      |                                                                                |                                         |                   |                                                              |                                           |         |         |                 |           |           |                    |

## Джерело
- Пам'ятки Вінницької області [Архівовано 19 червня 2012 у Wayback Machine.]